# Lanosterol
O lanosterol é um triterpenóide tetracíclico. É o composto a partir do qual todos os esteróides são derivados.Em 2015 um estudo divulgado na revista nature mostrou que este tipo de esteroide é capaz de derreter cataratas e impedir o desenvolvimento desta quando administrado regularmente em pacientes por meio de um colírio desenvolvido.

## Papel na criação dos esteróides
O lanosterol é bioquimicamente sintetizado a partir de farnesil pirofosfato. O passo crítico é a conversão enzimática do esqualeno (terpeno acíclico) em lanosterol (policíclico), via 2,3-oxidoesqualeno. Um processamento mais elaborado através de catálise enzimática, dá origem à estrutura base dos esteróides. A 14-demetilação do lanosterol pelo citocromo P450 dá origem ao colesterol.

Esquema simplificado da via de síntese do lanosterol

## Biossíntese
- Duas moléculas de farnesil pirofosfato condensam-se, com redução do NADPH, dando origem ao esqualeno - pela enzima esqualeno sintase;

- O esqualeno é reduzido pelo NADPH em 2,3-oxidoesqualeno - pela enzima esqualeno monooxigenase;

- O 2,3-oxidoesqualeno é convertido num anião proesterol e finalmente convertido em lanosterol, catalisado pela enzima lanosterol sintase: